# Achal Prabhala
Achal Prabhala és un escriptor, activista i investigador indi que el 2011 vivia a Bangalore, Karnataka. Se'l coneix sobretot arran de la seva feina sobre els drets de propietat intel·lectual als àmbits de la medicina i del coneixement. També és membre del consell d'administració del Centre per a Internet i la Societat (en anglès: Centre for Internet and Society)
i de l'Advisory board de la Fundació Wikimedia.

## Achal Prabhala, escriptor i investigador
Entre les seves diverses publicacions, ha escrit un assaig "Yeoville confidential" que es va publicar a Johannesburg: Elusive Metropolis, obra col·lectiva famosa, entre diversos escriptors i artistes coneguts d'Àfrica del Sud o d'altres països, com ara Achille Mbembe. També ha publicat diversos articles a Outlook, una de les revistes més populars a Índia. El 2010, va ser coautor del llibre Access to knowledge in Africa ("Accés al coneixement a Àfrica") amb diversos experts en aquest àmbit
A més a més Achal Prabhala treballa com a investigador crític de la propietat intel·lectual als àmbits de la medicina i del coneixement. Entre 2004 i 2006 va ser coordenador d'une campanya per a oferir l'accés a material educatiu a Àfrica del Sud. També fa recerca sobre la qüestió de l'IPR conjuntament amb el Fòrum de Llei Alternativa a Índia.
El 2007, Prabhala amb altres activistes van fer públic l'informe del Comitè Mashelkar que donava suport a la indústria internacional pharma amb les seves recomanacions. Van afirmar aleshores que, per mor de complaure aquella indústria internacional, el comitè havia copiat paraula per paraula una part d'un informe dut a càrrec per Shamnad Basheer, el qual havia rebut un finançament d'un consorci de firmes multinacionals. Arran d'aquesta divulgació i de l'acusació de plagi, Raghunath Anant Mashelkar, el Director General en aquella època del Consell d'Investigació Científica i Industrial (CSIR), va demanar al govern de suprimir aquest informe que havia redactat un grup que ell mateix havia dirigit

## Implicació de Prabhala a dintre del moviment Wikipedia

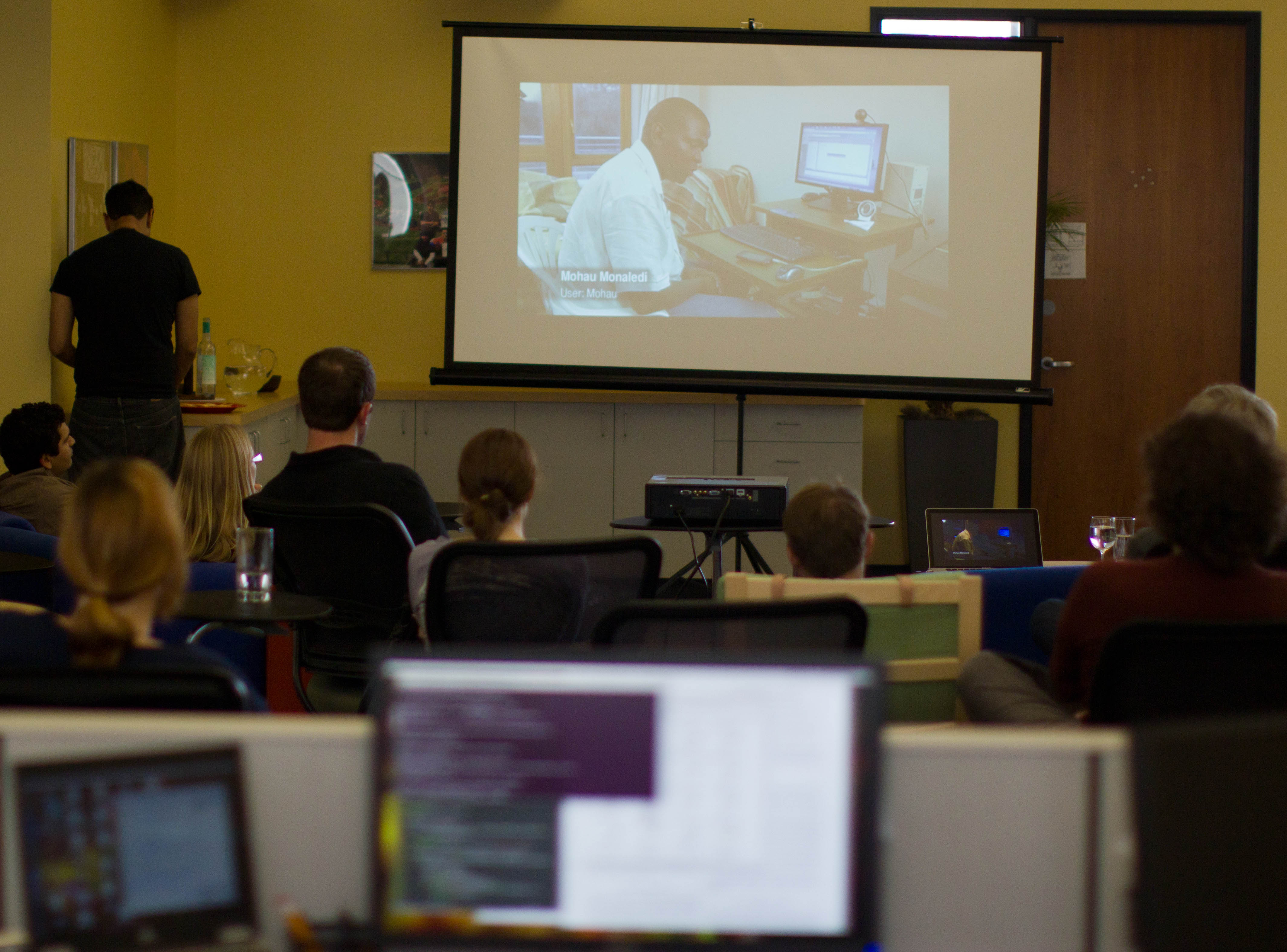
Projecció de la pel·lícula d'Achal Prabhala a la Fundació Wikimedia

A més de les seves activitats d'escriptor i d'investigador, Prabhala es coneix més al si del moviment Wikipedia pel seu paper al Consell d'Administració de la Fundació Wikimedia

d'ençà el 2005. Conjuntament amb Priya Sen i Zen Marie, Prabhala va realitzar recentment la pel·lícula People are Knowledge. Aquesta pel·lícula, que es va finançar en gran part mitjançant un ajut de 20.000 dòlars de la Fundació Wikimedia, es va dur a terme en el marc d'un projecte de recerca que cercava com fer servir mètodes nous per a citar a la Viquipèdia.

## Obres
- Access to knowledge in Africa (2010) escrit amb C. Armstrong, J. De Beer, D. Kawooya i T. Schonwetter.
- The best of Quest (2011) amb Laeeq Futehally i Arshia Sattar.
- Civil Lines 6 (2011) amb Mukul Kesavan i Kai Friese.